# Матрин, Владимир Александрович
Влади́мир Алекса́ндрович Матрин (род. 22 июля 1951, Шигали, Татарская АССР) — Мастер Спорта СССР по марафону. Российский тренер по лёгкой атлетике, один из самых авторитетных и уважаемых специалистов в беге на выносливость в Самарской области и России, тренер тольяттинской муниципальной СШОР № 3 «Легкая атлетика».

## Биография
В 1989 году окончил Куйбышевский государственный педагогический институт по специальности «Физическая культура и спорт».

## Воспитанники
- Плыкин Николай (1967 г. р.) — мастер спорта России, чемпион России по марафонскому бегу 1995 года, серебряный призёр 1993 года, бронзовый призёр 1996 года;
- Гурин Александр (1969 г. р.) — мастер спорта России международного класса, чемпион России по марафонскому бегу 1996 года, чемпион России по горному бегу (вверх) 2001;
- Першин Александр (1968 г. р.) — мастер спорта России международного класса, серебряный призёр чемпионата России 1997 года, победитель и призёр международных соревнований.
- Тимофеева Ирина (1970 г. р., тренировалась шесть лет с 1990 по 1996 год), заслуженный мастер спорта России, многократная чемпионка России по бегу на шоссе, по кроссу, по полумарафону и марафону.
- Тимофеев Владимир (1970 г. р.) — мастер спорта России, победитель и призёр первенства России среди юношей и юниоров по лёгкой атлетике на 800 м, бронзовый призёр чемпионата России 1996 года по эстафетному бегу.
- Григорьева Лидия (1974 г. р.) — мастер спорта России международного класса, участница Олимпийских игр в Сиднее в 2000 году (9 место) и в Афинах в 2004 году (8 место) в беге на 10000 м.
- Стаканов Евгений (1980 г. р.) — мастер спорта России, многократный победитель и призёр чемпионата России по эстафетному бегу 4×1500 м в составе сборной команды Самарской области, серебряный призёр Кубка России, бронзовый призёр чемпионата России по кроссу 2004.
- Егорова (Сайкина) Галина (1983 г. р.) — мастер спорта России международного класса. В 2005 году стала чемпионкой Европы по кроссу в составе сборной команды России, неоднократная участница чемпионата мира и чемпионата Европы по кроссу и горному бегу. Неоднократная победительница и призёр первенства России по лёгкой атлетике среди юниоров и молодёжи, чемпионка России по лёгкой атлетике в беге на 5000 м в 2007 году, многократная чемпионка России по горному бегу.
- Новикова (Иванова) Марина (1983 г. р.) — мастер спорта международного класса, многократный победитель и призёр первенства России по юниорам и молодежи, серебряный призёр чемпионата Европы по кроссу в командном первенстве, участница международных соревнований по легкой атлетике.
- Вечканов Алексей (1980 г. р.) — кандидат в мастера спорта России, призёр первенства России, чемпион России в эстафетном беге 4×1500 м 2007 года.
- Сычев Евгений (1981 г. р.) — мастер спорта России, чемпион России в эстафетном беге 4×1500 м в 2007 году, серебряный призёр первенства России по марафонскому бегу, серебряный призёр чемпионата России по горному бегу.
- Зубков Дмитрий (1989 г. р.) — мастер спорта России, серебряный призёр в личном первенстве Кубка Европы по кроссу (Турция, 2008 г.), победитель международных соревнований на 3000 м, победитель Кубка Европы в командном зачете на 3000 м, многократный победитель первенства России по юниорам и молодежи в беге на 1500 м, 3000 м, 5000 м.
- Юрий Чечун — мастер спорта России, 2-х кратный чемпион России по марафону 2015 года и 2020 года, бронзовый призёр чемпионата России в помещении на дистанции 5000 м, многократный победитель чемпионатов России по кроссу, горному бегу, международных марафонов, бронзовой призёр в командном зачете Всемирной летней универсиады 2013 года по легкой атлетике, бронзовый призёр в командном зачете чемпионата мира по горному бегу в составе сборной команды России в 2014 году, победитель Международного марафона «Белые ночи» 2016 года.
- Самойлов Виктор (1993 г. р.) —  мастера спорта России, победитель командного чемпионата России по горному бегу 2015 года, серебряный призёр первенства России по молодежи по горному бегу 2015 года.
- Коняев Иван (1987 г. р.) — мастер спорта России, член сборной команды России по горному бегу, победитель и призёр первенства России по кроссу.